# Дана Рорабахер
Дана Тайрон Рорабахер (англ. Dana Tyron Rohrabacher; нар. 21 червня 1947, Коронадо, Каліфорнія) — американський політик-республіканець, який у 1989-2020 роках представляв штат Каліфорнія у Палаті представників США (головою підкомітету з питань Європі, Євразії та нових загроз Комітету у закордонних справах Палати). Він відомий своєю давньою дружбою з Володимиром Путіним і підтримкою російських позицій у європейських справах, зокрема, в Україні.

## Біографія
У 1969 році він закінчив Університет штату Каліфорнія у Лонг-Біч, а у 1971 — Університет Південної Каліфорнії у Лос-Анджелесі. Рорабахер працював адвокатом. Він був заступником прес-секретаря президентської кампанії Рональда Рейгана на президентських виборах у 1976 і 1980, потім працював спічрайтером президента Рейгана з 1981 по 1988. Він допоміг сформулювати Доктрину Рейгана.
Одружений з 1997 року. У 2004 його дружина народила трійню. Він та його родина живуть у Коста-Месі.

## Відношення до Росії
Газета New York Times характеризувала Рорабахера наступним чином:
він вже багато років відомий як один з найбільш затятих захисників Москви в Вашингтоні і гучний противник економічних санкцій США, накладених на Росію. Він стверджує, що в 1990-х, будучи напідпитку, боровся з нинішнім російським президентом Путіним на руках і програв. Він - один з найвірніших союзників президента Трампа на Капітолійському пагорбі.
У вересні 2008 року на засіданні Комітету представників з іноземних справ, Рорабахер стверджували, що Грузія ініціювала Російсько-грузинську війну.

## Відношення до України
Рорабахер в 2014 році підтримав результати «референдуму» про відокремлення Криму від України та «об'єднання» його з Росією. В березні 2014 року він, разом з 22 іншими членами Палати представників США, проголосував проти кредиту США для підтримки нового українського уряду.

## Відношення до Македонії
У лютому 2017 Рорабахер заявив, що Македонія не є державою і запропонував розділити її територію між сусідніми країнами.

## Сноски
1. ↑  SNAC — 2010.
2. 1 2 3 4 5 6 7  http://bioguide.congress.gov/scripts/biodisplay.pl?index=R000409
3. 1 2 3 4 5 6 7 8 9 10 11 12 13 14 15  https://www.congress.gov/member/dana-rohrabacher/R000409
4. 1 2 3 4 5 6 7 8 9 10 11 12 13 14 15  Biographical Directory of the United States Congress — GPO, 1903.
5. ↑  https://github.com/unitedstates/congress-legislators
6. ↑  New York Times: F.B.I. Once Warned G.O.P. Congressman That Russian Spies Were Recruiting Him [Архівовано 21 травня 2017 у Wayback Machine.]. (англ.)
7. ↑  The Telegraph: Rebel Republican congressman Dana Rohrabacher backs Russia over Georgia [Архівовано 31 травня 2017 у Wayback Machine.].(англ.)
8. ↑  Los Angeles Times: Dana Rohrabacher on Russia-Ukraine crisis: 'Putin is not Satan' [Архівовано 15 червня 2017 у Wayback Machine.]. (англ.)
9. ↑  Дзеркало тижня: Македонию разозлили слова депутата из США о том, что она "не страна" [Архівовано 19 лютого 2017 у Wayback Machine.]